# Buckland, Dover
Buckland är en ort i civil parish Dover, i distriktet Dover, i grevskapet Kent, i England. Orten hade 7 543 invånare år 2021. Buckland var en civil parish fram till 1896 när blev den en del av Dover. Civil parish hade 4 344 invånare år 1891. Byn nämndes i Domedagsboken (Domesday Book) år 1086, och kallades då Bocheland/Bochelande/Tercius Bocheland.